# Acanthodelta tolnaodes
Acanthodelta tolnaodes är en fjärilsart som beskrevs av Emilio Berio 1956. Acanthodelta tolnaodes ingår i släktet Acanthodelta och familjen nattflyn. Inga underarter finns listade i Catalogue of Life.